# Bouza (ville)
Pour les articles homonymes, voir Bouza (homonymie).
Bouza est une localité et une commune urbaine, chef-lieu du département de Bouza, dans la région de Tahoua, au sud du Niger.

## Géographie

### Situation
Bouza est située à environ 131 km au sud-est de Tahoua, et à 568 km à l'est-nord-est de Niamey, la capitale du pays
.
| Allakaye          | Déoulé  | Tabotaki, Babankatami |
| Tama              | Bouza   | Karofane              |
| Galma Koudawatché | Azarori | Madaoua               |

## Histoire
La chefferie de Guidan Bado a été transférée à Bouza après 1901. En 1960, lors de l'indépendance du Niger, Bouza est instauré en chef-lieu de circonscription, elle devient arrondissement en 1964 puis département en 1998.

## Administration
Chef-lieu de département, elle a le statut de commune urbaine du département de Bouza, qui correspond au cadre et a la superficie du canton du même nom, dans la région de Tahoua au Niger.

## Villages
Les villages plus proches de la ville de Bouza sont:

### Guidan Bado
- Situé à 5 km de Bouza, ce village est le plus grand de tous les villages environnants de Bouza. Son histoire remonte avant le XXIe siècle, avec l'occupation coloniale du territoire, le chef lieu est transféré à Bouza. En 1902, une première école est fondée dans le village faisant partie des cinq écoles recensées à l'époque dans tout le Niger, après Filingué, Niamey, Dosso et Sandiré. Cette dernière a été transférée à Tahoua en 1908 à la suite de persécutions et la croissance de la ville qui a donné naissance à 37 autres villages comme : Dakoro Dakoro) Kaba Kourmi, Kaba Banza, Alloummoudou, Kouroutou, Patanwarka Binguiraoua, Uburubate, Abaza, Wakaoua, ....

### Autres villages
- Gamé sitié à 4 km,
- Guidan Gabdouan situé à 5 km,
- Mambé situé à 3 km,
- Djibalé situé à 13 km

## Population
La population de la commune urbaine était estimée à 88 225 habitants en 2011,.
Cette population est constituée essentiellement des haoussa dans presque tout le territoire et les touaregs au nord et nord-est